# Carcere di Regina Coeli

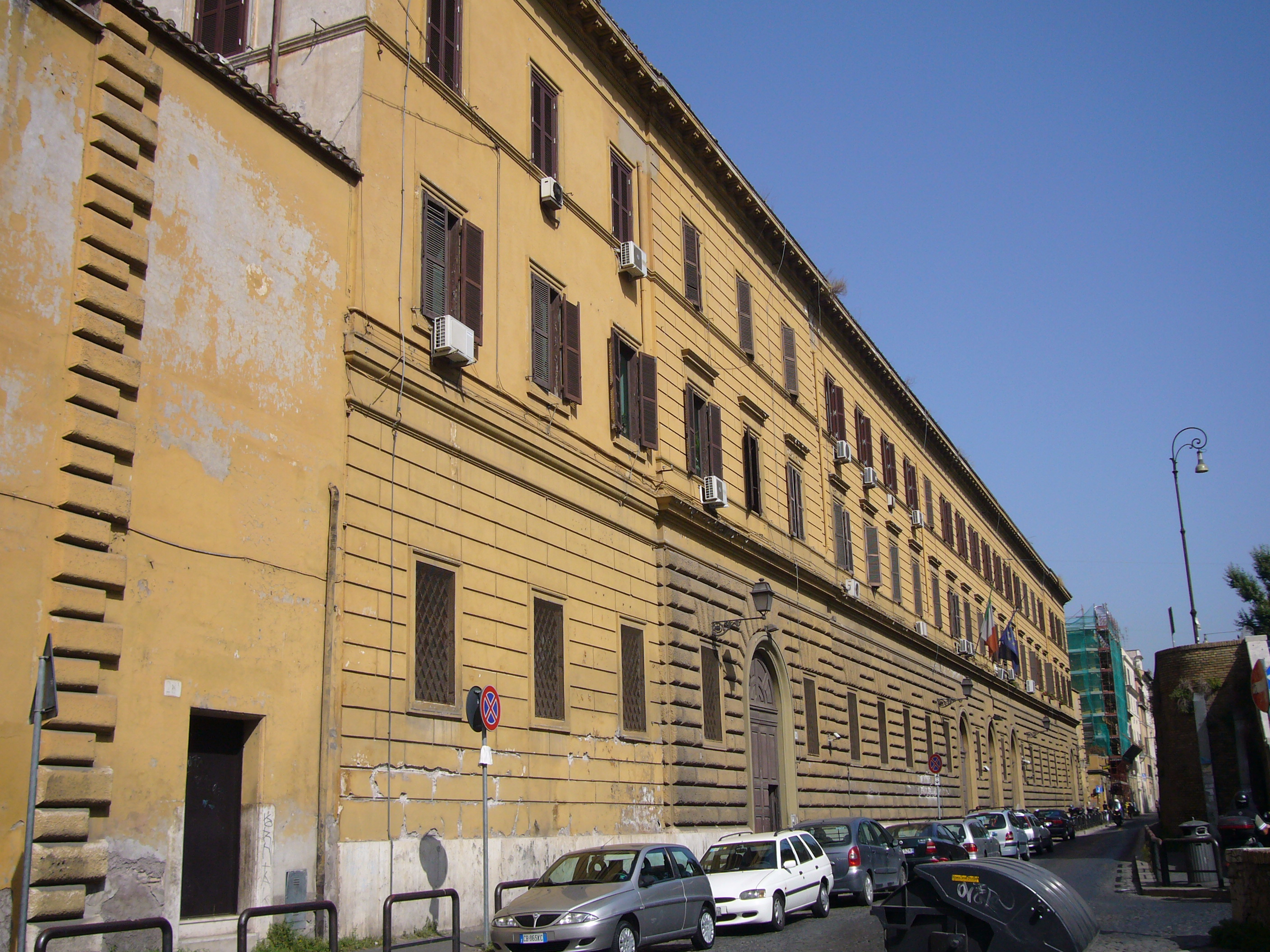
Imensa fachada na Via della Lungara.

Carcere di Regina Coeli ou Cárcere da Rainha do Céu, conhecido oficialmente como Casa circondariale di Roma Regina Coeli, é a principal e mais importante prisão (carcere) de Roma e está localizado no infame número 29 da Via della Lungara, no rione Trastevere da capital. 

## História
A construção do complexo teve início durante o reinado do papa Urbano VIII em 1642, mas sua morte apenas dois anos depois acabou resultando na paralisação das obras, só retomadas durante o reinado de seu sucessor, Inocêncio X. O convento em si foi fundado por duas irmãs da família Colonna, Vittoria, freira carmelita, e posteriormente abadessa, e Anna, viúva de Taddeo Barberini, um sobrinho do papa Urbano VIII. Dos papas que o financiaram, o primeiro, Urbano VIII, era um Barberini e o segundo, Inocêncio X, era um Pamphilj, que celebrava sua reconciliação com os Barberini. Seu nome era referência à antiga igreja de Santa Maria Regina Coeli, cujos sinos marcavam os horários das seis antífonas marianas cantadas em homenagem à Rainha do Céu, um dos títulos da Virgem Maria.

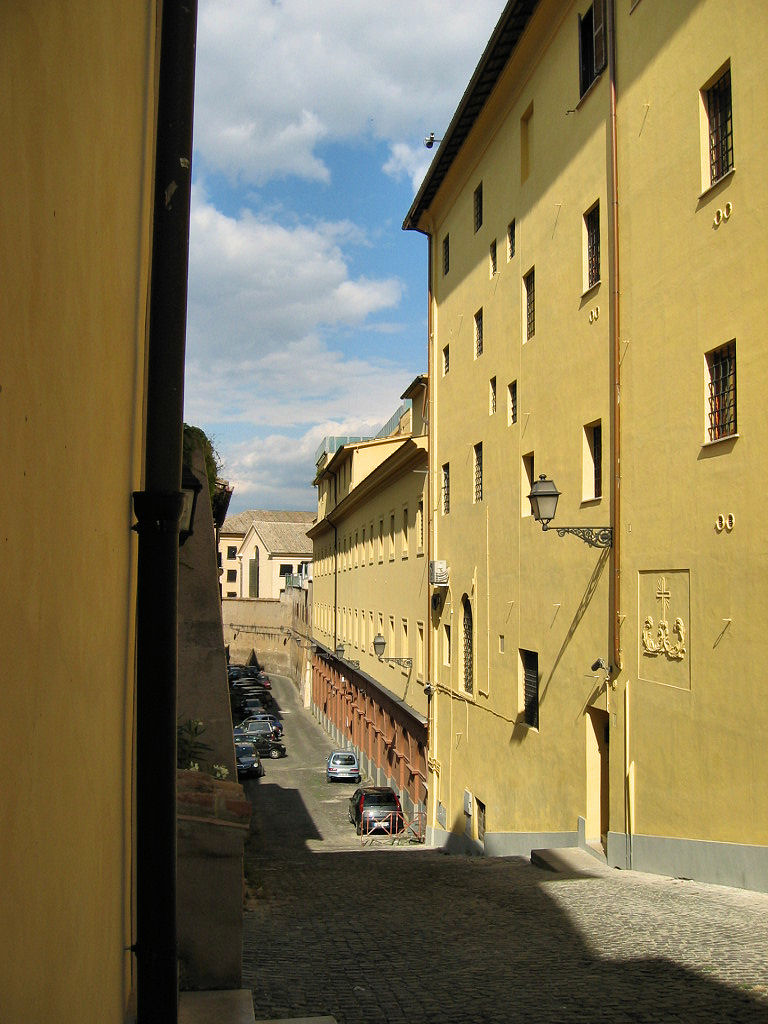
Vista lateral na Via delle Mantellate.

Entre 1810 e 1814, o convento foi confiscado em observância ao decreto napoleônico que determinou a supressão das ordens religiosas na Itália. De forma similar, em 1873, as carmelitas descalças (da Congregazione di Sant'Elia) tiveram que abandonar novamente o convento, desta vez definitivamente, por causa de uma legislação análoga do recém-nascido Reino da Itália. O governo italiano decidiu construir ali uma nova prisão para substituir o Carceri Nuove, localizado na Via Giulia, quase em frente ao novo edifício do outro lado do Tibre. A igreja foi demolida e parte de um convento vizinho foi adquirido para ser utilizado como prisão feminina, popularmente conhecida como Carcere delle Mantellate. Este convento era dedicado a Santa Maria della Visitazione e seu nome é uma referência ao longo manto (em italiano:  mantellato) utilizado pelas religiosas (para a história posterior desta comunidade de freiras, veja Santa Maria Addolorata delle Monache Mantellate). A obra foi conduzida por Carlo Morgini e terminou em 1900.
Em 1902, a prisão foi eleita escolhida oara ser a sede da primeira escola de polícia científica, que permaneceu ali até a década de 1920, e do registro criminal, além de ter servido como um óbvio reservatório de "material de estudo" para as nascente disciplina de antropologia criminal. Sete anos depois, as carmelitas que viviam em Regina Coeli retornaram para o que restou de seu antigo convento e uma nova igreja foi construída em 1925, deedicada a Santa Teresa de Lisieux, uma carmelita canonizada naquele mesmo ano. Santa Teresa del Bambin Gesù, desconsagrada durante a Segunda Guerra Mundial, fica em frente à igreja de Sacro Cuore di Gesù, no final da Via San Francesco di Sales, uma travessa da Via della Lungara.
Durante o período fascista, juntamente com o edifício na Via Tasso, o carcere abrigou opositores ao regime.
Em 1973, uma grande prisão (Carcere di Rebibbia) foi construído no quartiere Ponte Mammolo, mas Regina Coeli continua a ser utilizada para detentos que ainda não foram julgados e para os condenados a penas mais curtas. A capacidade máxima prevista para o presídio é de 750 detentos, um número muito menor do que a população carcerária efetiva do complexo: em visita em 22 de julho de 2013, a presidente da Câmara dos Deputados Laura Boldrini identificou a presença de 1 050 detentos, o que ela chamou de "armazém de carne humana".

## Tradições populares
| “ | A via de la Lungara ce sta 'n gradino chi nun salisce quelo nun è romano, e né trasteverino "Na Via della Lungara está uma escada que não sobe quem não é romano e nem trasteverino" | ” |
|   | — Dito popular e motto de "Lo scalino", o jornal interno dos detentos.. |   |

A localização da prisão, imediatamente no sopé da colina panorâmica do Janículo, faz com que a estrutura esteja muito próxima de alguns pontos de observação; a sacada do farol do Janículo, por exemplo, fica a apenas algumas dezenas de metros das celas das esquinas. Por causa disso, e apesar da rigidez dos regulamentos da prisão, era costume, até tempos muito recentes, que os parentes dos detentos se reunissem para se comunicar com eles gritando dali. Ainda hoje, apesar de muito raramente, parentes e cônjuges de presos gritam para os presos no final do dia, especialmente frases de apoio.
Por uma espécie de respeito cavalheiresco, era uma tradição consolidada que a polícia não interviesse para impedir essas comunicações, desde que a troca de informações verbais se restringisse apenas às notícias mais importantes e urgentes (sabe-se que os presos políticos durante o fascismo receberam mensagens codificadas aparentemente impessoais). No farol também havia pessoas de voz poderosa que se prestavam livremente para atuar como porta-vozes das mulheres e, de um modo geral, a qualquer um que precisasse; eles também tinham um papel importante na organização do tráfego de comunicações entrando e saindo da prisão. Da mesma forma, dentro da estrutura, as comunicações também eram repassadas, na entrada e na saída, através de uma das celas, que na prática, se tornou um centro de triagem. Vários filmes antigos italianos retratam este costume, como "Manolesta" e "Scuola di ladri".
A Via della Lungara fica a cerca de três metros abaixo do nível da rua do Lungotevere della Farnesina, razão pela qual para se chegar ao Carcere é preciso descer de um nível superior. Para entrar no edifício, é preciso passar por três lances de escadas, o mesmos que, na tradição citada, conferem o status de "romano" somente aos que podem subi-los.